# Ehingen am Ries
Pour les articles homonymes, voir Ehingen.
Ehingen am Ries est une commune de Bavière (Allemagne), située dans l'arrondissement de Danube-Ries, dans le district de Souabe.